# Massillon Coicou
Œuvres principales
- Poésies nationales (poèmes, 1892)
- L'Oracle, poème dramatique haïtien (théâtre, 1893)
- Liberté (théâtre, 1894)
- Toussaint au Fort de Joux (drame, 1896)
- L'Empereur Dessalines, drame en deux actes en vers (théâtre, 1896)
- Passions, primes vers d'amour et variation sur le vieux thème (poésie, 1903)
- Impressions ; rêve des jours de trêve (poésie, 1903)
- Le génie français et l'âme haïtienne (Essai, 1904)
- Complaintes d esclave
- La Noire (roman, 1905)

Jean-Baptiste Massillon Coicou (en créole haïtien : Masiyon Kwakou), né le 9 octobre 1867 à Port-au-Prince et mort le 15 mars 1908 dans la même ville, est un diplomate, homme politique, écrivain, poète et romancier haïtien.
Coicou a fait ses études dans une école catholique pour garçons, puis au Lycée national.
Après son service militaire (qui était obligatoire à cette époque), Coicou entre dans l'enseignement et devient professeur au Lycée national tout en écrivant, une littérature à la fois romantique et nationaliste. Mais c'est aussi un militant politique, mort pour ses idées.

## Parcours littéraire
Il est né le 9 octobre 1867 à Port-au-Prince. Il étudie dans sa ville natale, notamment chez les Frères de l’Instruction Chrétienne pour le primaire, et au Lycée National pour le secondaire, puis, après son service militaire durant la présidence de Florvil Hyppolite, il devient enseignant, tout en se consacrant à l'écriture.
Il publie en 1892, à 25 ans, un recueil de poèmes intitulé Poésies nationales. Ce recueil de poésie est à la fois une critique de la société haïtienne, et un hymne à l'amour, à la patrie et aux héros de l'Indépendance nationale. En 1893 il présente sa pièce de théâtre L'Oracle. Massillon Coicou est à la fois nationaliste et romantique.
En cette période d’intense effervescence littéraire, des journaux comme Le Républicain puis L’Union ouvrent leurs pages aux premiers romantiques. L’Observateur, publie de la poésie galante. C’est en effet la poésie qui va donner ses lettres de noblesse à la littérature haïtienne au cours du XIXe siècle. À partir de 1836 s'est formé sur l'île le groupe du Cénacle, avec les poètes romantiques comme Ignace Nau, ou encore Coriolan Ardouin. Comme  Oswald Durand, un autre poète, Massillon Coicou s'inscrit et se  réclame de ce mouvement. C'est le post-romantisme.

## Parcours politique
En 1890, le président Tirésias Simon Sam le nomme secrétaire à la légation d'Haïti à Paris, puis chargé d'affaires. En France, il se joint à la vie littéraire de Paris, fréquentant les milieux politiques et intellectuels. Il y publie plusieurs de ses ouvrages.
Massillon Coicou prend les armes contre la dictature de Pierre Nord Alexis. Celui-ci s'est emparé du pouvoir par la force, en envahissant le parlement, armes aux poings avec l'aide des États-Unis, et réprime l'opposition d'Anténor Firmin, qui avait été un moment son allié. La période est marquée à Haïti par un marasme économique, un chaos social et politique, et des convoitises de puissances étrangères. Les États-Unis n'ont reconnus l'indépendance du pays qu'en 1862 et s'intéresse aux différentes composantes des Antilles. La guerre hispano-américaine de 1898 se conclut par leur installation, par la force, à Cuba et à Porto-Rico.
Massillon Coicou et ses deux frères sont capturés et sont ensuite  exécutés par les ordres du Président Pierre Nord Alexis vers le 15 mars 1908, soit dans la nuit du 14 au 15 mars 1908, soit dans la nuit du 15 au 16 mars 1908 devant les murs extérieurs du cimetière de Port-au-Prince.
On dit que l'exécution de Massillon Coicou a inspiré à Guillaume Apollinaire dans le recueil de nouvelles et de contes Le Poète assassiné (1916).

## Œuvre littéraire
- Poésies nationales (poèmes, 1892)
- Complaintes d'esclave (poèmes)
- Vertières (poèmes)
- Toussaint au Fort de Joux (drame,
- 1896)
- Liberté (drame, 1904)
- L'Alphabet (drame, 1905)
- Mirrhia et Kurt
- Fefe president

## Publication
- Massillon Coicou, Poésies nationales, Port-au-Prince, Éditions Presses nationales d'Haïti, 2005